# Тепловий режим фітоценозу
Тепловий режим фітоценозу — зміна температури і теплообміну атмосфери (ґрунту, води) усередині фітоценозу протягом доби, вегетаційного періоду, року або ряду років. У загальних рисах Т.р.ф. визначається широтою місцевості, висотою над рівнем моря і порою року. Т.р.ф. тісно пов'язаний з світловим режимом. На тепловий режим суттєво впливають характер місця розташування фітоценозу (ентопій) і сам рослинний покрив (наприклад, в лісах максимальна температура нижча, а мінімальна вище, ніж поза лісом). При дослідженні Т.р.ф. атмосфери і ґрунту особлива увага повинна звертатися на тривалість вегетаційного періоду, яка в основному визначається термічними умовами, і ходом температур в різні сезони (як абсолютні і середньомісячні температури за один рік, так і за різні роки).